# Samos Strait
Samos Strait är ett sund i Grekland. Det ligger i den östra delen av landet, 290 km öster om huvudstaden Aten.